# ستين أوفه إيك
ستين أوفه إيك (بالنرويجية البوكمول: Sten Ove Eike)‏ هو لاعب كرة قدم نرويجي في مركز الهجوم، ولد في 8 أكتوبر 1981 في هاوغسوند في النرويج. لعب مع نادي ساندفيورد ونادي هاوغسوند.